# Panicum malacotrichum
Panicum malacotrichum är en gräsart som beskrevs av Ernst Gottlieb von Steudel. Panicum malacotrichum ingår i släktet vipphirser, och familjen gräs. Inga underarter finns listade i Catalogue of Life.